# Rogów (województwo śląskie)

Nieoficjalny herb wsi Rogów

Rogów (niem. Rogau) – wieś w Polsce położona w województwie śląskim, w powiecie wodzisławskim, w gminie Gorzyce. W latach 1975–1998 miejscowość położona była w województwie katowickim. Miejscowość położona jest w południowej części powiatu wodzisławskiego, około 11 km na południe od Wodzisławia Śląskiego.

## Sport
W miejscowości działa Klub Sportowy Przyszłość Rogów.